# 保護原産地呼称
保護原産地呼称（ほごげんさんちこしょう）は欧州連合(EU)統一の原産地名称保護制度における地理的表示のひとつ。原産地呼称保護、原産地名称保護とも表記され、AOP（フランス語）、PDO（英語）などと略される。ワインやチーズ、農産物などに対して、土地由来による差別化を認定するための制度のひとつである。指定された地域、製法で生産されることが求められる。若干緩和された「保護地理的表示（IGP, PGI）」という地理的表示認証も存在する。
制度は1992年に制定された。2006年に農産物および食品、2008年にワインの表示制度が規定され、以降も更改され2009年にラベル表示が義務付けられた。それまでは各国で個別の原産地呼称の認証（たとえばフランスのAOCなど）を用いていたが、保護原産地呼称により、統一的に判断できるようになり、かつ偽物対策にもなるとされる。一方、2009年以降もこれまで使用してきた各国別の原産地呼称で代替することも許されている。